# Hino-gawa (Tottori)
Le fleuve Hino (日野川, Hino-gawa) est un cours d'eau du Japon qui traverse la préfecture de Tottori. 

## Géographie
Le fleuve Hino prend sa source sur les pentes du mont Mikuni dans le bourg de Nichinan. Long de 77 km, il coule d'abord vers le nord-est jusqu'à Kōfu puis vers le nord-ouest jusqu'à son embouchure dans la mer du Japon entre Yonago et Hiezu.